# Comuna Milcovul, Vrancea
Milcovul (în trecut, Risipiți) este o comună în județul Vrancea, Muntenia, România, formată din satele Lămotești și Milcovul (reședința).

## Așezare
Comuna se află în estul județului, pe malul drept al râului Milcov, aproape de vărsarea acestuia în Putna. Este străbătută de șoseaua națională DN23A, care o leagă spre nord-vest de Focșani și spre sud de Gologanu, Tătăranu și Ciorăști.

## Demografie
Componența etnică a comunei Milcovul
     Români (94,23%)
     Alte etnii (0,17%)
     Necunoscută (5,6%)
Componența confesională a comunei Milcovul
     Ortodocși (93,5%)
     Alte religii (0,4%)
     Necunoscută (6,11%)
Conform recensământului efectuat în 2021, populația comunei Milcovul se ridică la 3.537 de locuitori, în creștere față de recensământul anterior din 2011, când fuseseră înregistrați 2.995 de locuitori. Majoritatea locuitorilor sunt români (94,23%), iar pentru 5,6% nu se cunoaște apartenența etnică. Din punct de vedere confesional, majoritatea locuitorilor sunt ortodocși (93,5%), iar pentru 6,11% nu se cunoaște apartenența confesională.

## Politică și administrație
Comuna Milcovul este administrată de un primar și un consiliu local compus din 13 consilieri. Primarul, Mihai Neață[*], de la Partidul Social Democrat, este în funcție din 2012. Începând cu alegerile locale din 2024, consiliul local are următoarea componență pe partide politice:
|  | Partid                          | Consilieri | Componența Consiliului | Componența Consiliului | Componența Consiliului | Componența Consiliului | Componența Consiliului | Componența Consiliului | Componența Consiliului | Componența Consiliului |
|  | ------------------------------- | ---------- | ---------------------- | ---------------------- | ---------------------- | ---------------------- | ---------------------- | ---------------------- | ---------------------- | ---------------------- |
|  | Partidul Social Democrat        | 8          |                        |                        |                        |                        |                        |                        |                        |                        |
|  | Alianța Dreapta Unită           | 2          |                        |                        |                        |                        |                        |                        |                        |                        |
|  | Partidul Național Liberal       | 2          |                        |                        |                        |                        |                        |                        |                        |                        |
|  | Alianța pentru Unirea Românilor | 1          |                        |                        |                        |                        |                        |                        |                        |                        |

## Istorie
La sfârșitul secolului al XIX-lea, comuna purta numele de Risipiți făcea parte din plasa Orașul a județului Râmnicu Sărat, și era formată doar din satul de reședință, cu 1154 de locuitori. În comună funcționau o moară cu aburi, o biserică zidită în 1859 și o școală de băieți cu 48 de elevi. Anuarul Socec din 1925 consemnează comuna în plasa Cotești, cu 1413 locuitori.
În 1950, comuna a trecut în administrarea raionului Focșani din regiunea Putna, apoi (după 1952) din regiunea Bârlad și (după 1956) din regiunea Galați. În 1964, comuna și satul ei de reședință și-au schimbat numele în Milcovul. Comuna Milcovul a fost transferată în 1968 la județul Vrancea, alipindu-i-se și satele Gologanu (până atunci în comuna Gologanu), Lămotești și Răstoaca (ce alcătuiau până atunci comuna Răstoaca). În 2004, satele Răstoaca și Gologanu s-au separat, alcătuind fiecare câte o comună de sine stătătoare.

## Monumente istorice
Singurul obiectiv din comuna Milcovul inclus în lista monumentelor istorice din județul Vrancea ca monument de interes local este biserica „Sfânta Ecaterina” din centrul satului Milcovul, clădire clasificată ca monument de arhitectură și care datează de la mijlocul secolului al XIX-lea.